# Phar
Phar (PHP Archive) ist eine Erweiterung in PHP, die es ermöglicht, aus einer komprimierten Archivdatei heraus Programme oder Dateien zu verarbeiten, ähnlich Java Archive. Für die Komprimierung der Daten selbst stehen verschiedene Kompressionsverfahren zur Verfügung, z. B. bzip2, gzip oder ZIP.
Der Ursprung von Phar geht zurück auf das PEAR-Paket PHP_Archive. Später entstand daraus, auf Basis der Bibliothek PECL, die Erweiterung Phar. Seit der PHP-Version 5.3.0 ist Phar nativ in PHP implementiert.

## Beispiel
Das gewöhnliche Einbinden von Dateien erfolgt über die Angabe von absolutem oder relativem Dateipfad.
Dagegen muss bei Phar-Dateien der Stream Wrapper phar:// angegeben werden. Folglich wird die Datei nach dem Slash des Archivnamens eingebunden.
```
<?php

  
// gewöhnliches Einbinden

  
include
 
'/path/to/external/file.php'
;

  
// Einbinden über eine Archivdatei

  
include
 
'phar:///path/to/myphar.phar/file.php'
;

?>

```